# Abingdon Boys School
Abingdon Boys School (kurz A.B.S.) ist eine japanische Band. Die Mitglieder sind der Sänger Takanori Nishikawa, die Gitarristen Sunao und Hiroshi Shibasaki, sowie der für Keyboard und Programmierung zuständige Toshiyuki Kishi. Gegründet wurde die J-Pop- bzw. J-Rock-Band 2005.
Das Konzept beruht auf der Idee einer Schulband, weshalb das Outfit einer Schuluniform entspricht. Der Name stammt von einem Jungeninternat in Oxfordshire in Großbritannien. Grundgedanke ist, dass eine Schulband nicht den Zwängen des Musikmarktes unterworfen ist und daher über mehr Freiheiten und Kreativität verfügen kann. Das Design wurde komplett von Takanori Nishikawa übernommen.
Offiziell gibt es keinen Bandleader. Alle Mitglieder tragen gleichwertig bei. Grund dafür ist unter anderem, dass alle gleichaltrig sind und auf Grund ihrer großen Erfahrung auch einen eigenen Stil mitbringen.
Bereits vor ihrem Debüt im Dezember 2006 hatten sie einzelne Titel für die Tributalben von Nana und Buck-Tick produziert.

## Geschichte
2005 wurde Abingdon Boys School gegründet. Bereits im März trugen sie einen Song zur Anime-Serie Nana bei, ebenso den Titel-Track Howling für die Anime-Serie Darker than Black aus dem Jahre 2007. Aufgrund des Erfolges entschlossen sie sich, sogleich mit einem Song für das Buck-Tick-Tribute-Album weiterzumachen.
Das offizielle Debüt der Band wurde von Sony im September 2006 angekündigt. Die am selben Tag erschienene Single Innocent Sorrow, die auch als Opening für den Anime D.Gray-Man diente, erreichte den 4. Platz in den Oricon-Charts. Auch die im darauffolgenden Mai erschienene zweite Single wurde für einen Anime verwendet.
Ihre dritte Single, die als Titel für das Spiel FolksSoul verwendet wurde, erschien kurz vor ihrem Auftritt beim Live-Earth-Konzert in Chiba, welcher auch in Deutschland übertragen wurde.

## Mitglieder
- Takanori Nishikawa (Gesang)

Nishikawa (* 19. September 1970 in Yasu) ist seit nun mehr 10 Jahren erfolgreich als Solokünstler (T.M.Revolution) unterwegs. Zusammen mit den Mitgliedern seiner Liveband rief er die Band Abingdon Boys School ins Leben. Seine bisherigen Erfolge sind großer Anziehungspunkt für viele Fans, was sich in der Fancommunity widerspiegelt.
- Sunao (Gitarre)

Sunao (* 28. April 1969 in Tokio) ist seit 1989 professioneller Gitarrist. Er ist bekannt für seinen intensiven und trotzdem menschlichen und milden Sound. Allerdings kann er auch scharfen Hardrock spielen, so dass eine interessante Mischung zustande kommt. Er spielte bzw. spielt für T.M.Revolution, Wild Style, Bluem of Youth, Doggy Bag(Y2K) und die Kinki Kids.
- Hiroshi Shibasaki (Gitarre)

Shibasaki (* 13. Dezember 1969 in Tokio) debütierte 1991 als Gitarrist der Band Wands. 1997 verließ er die Band, um bei al.ni.co einzusteigen. Von 2001 bis 2005 übernahm er verschiedene Arrangements und Support bei CD-Aufnahmen und Konzerten verschiedener Bands, bis er Mitglied von Abingdon Boys School wurde.
- Toshiyuki Kishi (Keyboard, Programmierung)

Kishi (genannt TK, *17. Oktober 1969 in Chiba) ist Programmierer, Produzent und spielt Synthesizer. Das Multitalent ist der eigentliche Bandleader von a.b.s. Seit der Grundschule spielte er verschiedene Instrumente. Seine absolute Vorliebe ist der Sport. Neben seiner Bandaktivität in der Mittelschule nahm er an den Fechtmeisterschaften teil. In seiner musikalischen Karriere finden sich Arbeiten mit bekannten Gruppen wie SMAP, Gospelers, T.M.Revolution,The Alfee, Mika Nakashima, Cocco, Ryuichi Kawamura und Tomoyasu Hotei. Er steuerte Soundtracks zu Filmen wie Kill Bill bei.

## Diskografie

### Studioalben
| Jahr | Titel                | Höchstplatzierung, Gesamtwochen, AuszeichnungChartsChartplatzierungen (Jahr, Titel, Platzierungen, Wochen, Auszeichnungen, Anmerkungen) | Anmerkungen                            |
| Jahr | Titel                | JP | Anmerkungen                            |
| ---- | -------------------- | --- | -------------------------------------- |
| 2007 | Abingdon Boys School | JP2 Gold · (13 Wo.)JP | Erstveröffentlichung: 17. Oktober 2007 |
| 2010 | Abingdon Road        | JP2 (12 Wo.)JP | Erstveröffentlichung: 27. Januar 2010  |

### Kompilationen
| Jahr | Titel              | Höchstplatzierung, Gesamtwochen, AuszeichnungChartsChartplatzierungen (Jahr, Titel, Platzierungen, Wochen, Auszeichnungen, Anmerkungen) | Anmerkungen                            |
| Jahr | Titel              | JP | Anmerkungen                            |
| ---- | ------------------ | --- | -------------------------------------- |
| 2009 | Teaching Materials | — | Erstveröffentlichung: 7. November 2009 |

### Livealben
| Jahr | Titel                                | Höchstplatzierung, Gesamtwochen, AuszeichnungChartsChartplatzierungen (Jahr, Titel, Platzierungen, Wochen, Auszeichnungen, Anmerkungen) | Anmerkungen                            |
| Jahr | Titel                                | JP | Anmerkungen                            |
| ---- | ------------------------------------ | --- | -------------------------------------- |
| 2022 | Abingdon Boys School Japan Tour 2020 | JP31 (1 Wo.)JP | Erstveröffentlichung: 16. Februar 2022 |

### Singles
| Jahr | Titel Album                            | Höchstplatzierung, Gesamtwochen, AuszeichnungChartsChartplatzierungen (Jahr, Titel, Album, Platzierungen, Wochen, Auszeichnungen, Anmerkungen) | Anmerkungen                             |
| Jahr | Titel Album                            | JP | Anmerkungen                             |
| ---- | -------------------------------------- | --- | --------------------------------------- |
| 2006 | Innocent Sorrow Abingdon Boys School   | JP5 Gold (Mobile Downloads) · (21 Wo.)JP | Erstveröffentlichung: 6. Dezember 2006  |
| 2007 | Howling Abingdon Boys School           | JP4 (14 Wo.)JP | Erstveröffentlichung: 16. Mai 2007      |
| 2007 | Nephilim Abingdon Boys School          | JP5 (7 Wo.)JP | Erstveröffentlichung: 4. Juli 2007      |
| 2007 | Blade Chord Abingdon Road              | JP2 (9 Wo.)JP | Erstveröffentlichung: 5. Dezember 2007  |
| 2009 | Strength. Abingdon Road                | JP4 (8 Wo.)JP | Erstveröffentlichung: 25. Februar 2009  |
| 2009 | Jap Abingdon Road                      | JP4 Gold (Mobile Downloads) · (11 Wo.)JP | Erstveröffentlichung: 20. Mai 2009      |
| 2009 | Kimi no uta (キミノウタ) Abingdon Road | JP8 (7 Wo.)JP | Erstveröffentlichung: 26. August 2009   |
| 2009 | From Dusk Till Dawn Abingdon Road      | JP3 (7 Wo.)JP | Erstveröffentlichung: 16. Dezember 2009 |
| 2012 | We Are –                               | JP8 (5 Wo.)JP | Erstveröffentlichung: 5. September 2012 |

### Videoalben
| Jahr | Titel                                | Höchstplatzierung, Gesamtwochen, AuszeichnungChartsChartplatzierungen (Jahr, Titel, Platzierungen, Wochen, Auszeichnungen, Anmerkungen) | Anmerkungen                              |
| Jahr | Titel                                | JP | Anmerkungen                              |
| ---- | ------------------------------------ | --- | ---------------------------------------- |
| 2008 | Abingdon Boys School Japan Tour 2008 | JP10 (4 Wo.)JP | Erstveröffentlichung: 16. Juli 2008      |
| 2010 | Abingdon Road Movies                 | JP10 (3 Wo.)JP | Erstveröffentlichung: 17. März 2010      |
| 2010 | Abingdon Boys School Japan Tour 2010 | JP15 (2 Wo.)JP | Erstveröffentlichung: 29. September 2010 |
| 2022 | Abingdon Boys School Japan Tour 2020 | JP16 (2 Wo.)JP | Erstveröffentlichung: 16. Februar 2022   |